# Voule
Voule war ein kleines Gewichtsmaß auf der Insel Madagaskar. Das Maß war ein Getreidemaß für ungeschälten  Reis, für geschälten gab es die Monscha/Monka oder Troubahouache/Trubahurasch mit etwa 2,937 Kilogramm. 
- 1 Voule = ½ Pfund = etwa 250 Gramm
- 12 Voules = 1 Monscha/Monka/Troubahouache
- 100 Wuhl/Voule = Zatou/Satu = rund 24,5 Kilogramm